# Học đường 2021
Học đường 2021 (tiếng Hàn: 학교 2021; Hanja: 學校 2021; Romaja: Hakgyo 2021; tiếng Anh: School 2021) là một bộ phim truyền hình Hàn Quốc được đạo diễn bởi Kim Min-tae và sự góp mặt của các diễn viên Kim Yo-han, Cho Yi-hyun, Choo Young-woo và Hwang Bo-reum-byeol. Đây là phần thứ tám của loạt phim School. Bộ truyện kể về câu chuyện của 18 thanh niên, những người chọn một con đường hơn là một kỳ thi tuyển sinh. Nó mô tả thời kỳ lớn lên của ước mơ, tình bạn và sự phấn khích của họ khi họ đấu tranh qua những ranh giới không xác định. Phim được công chiếu lần đầu trên đài KBS2 vào ngày 24 tháng 11 năm 2021 và được phát sóng vào thứ Tư và thứ Năm hàng tuần lúc 21:30 (KST) cho đến ngày 13 tháng 1 năm 2022.

## Nội dung
Những người bạn cùng lớp giúp đỡ nhau vượt qua những rào cản đặt ra khi đi trên con đường ít được lựa chọn hơn đó là học nghề. Trong khóa học, họ học được những bài học vô giá về cuộc sống, tình yêu và tình bạn.

## Diễn viên & Nhân vật

### Main
- Kim Yo-han vai Gong Ki-joon
  - Moon Woo-jin vai Gong Ki-joon nhỏ tuổi[4]

Anh đã đánh mất giấc mơ taekwondo sau 11 năm tập luyện vì một chấn thương. Thành viên câu lạc bộ làm mộc.
- Cho Yi-hyun vai Jin Ji-won
  - Park Ye-rin vai Jin Ji-won lúc nhỏ[5]

Một nữ sinh trung học với ước mơ kiên quyết trở thành thợ mộc.
- Choo Young-woo vai Jung Young-joo

Học sinh chuyển trường với một câu chuyện bí mật. Anh ấy có mối quan hệ rối ren với Ki-joon do những sự kiện trong quá khứ
- Hwang Bo-reum-byeol vai Kang Seo-young

Cô ấy chuẩn bị cho kỳ thi đại học để vào bất kỳ trường nào trong số năm trường đại học hàng đầu ở Hàn Quốc.
- Jeon Seok-ho vai Lee Kang-hoon

39 tuổi, tân giáo viên khoa Kiến trúc, anh là người coi trọng sự cân bằng giữa công việc và cuộc sống hơn sinh viên.

### Vai phụ

#### Khoa thiết kế kiến trúc lớp 2-1
- Kim Kang-min vai Ji Ho-sung

Anh ấy nghiêm túc với mọi ước mơ không ngừng thay đổi, là một fan cuồng nhiệt của Go Eun-bi và là cầu nối tình bạn giữa cô và Jin Ji-won
- Seo Hee-sun vai Go Eun-bi

Một thực tập sinh, là một người có vết thương lòng bên trong. Khác với vẻ ngoài lạnh lùng và kiêu ngạo, Kang Seo Young lại có mối quan hệ vừa yêu vừa hận.
- Yoon Yi-re vai Lee Jae-hee, chị em sinh đôi của Lee Jae-hyuk.[11]
- Lee Sang-joon vai Lee Jae-hyuk

Anh trai sinh đôi của Lee Jae-hee, cháu trai của hiệu trưởng trường học Gu Mi-hee, là một người được đối xử đặc biệt tại trường và luôn trung thành với mong muốn của mình. Cố gắng tận dụng tối đa những điều kiện thuận lợi của anh ấy. và trong thời gian chờ đợi bằng cách tham gia với Kang Seo-young.
- Lee Ha-eun vai Jung Min-seo

Một sinh viên kiến trúc với tính cách ngổ ngáo và dịu dàng. Một thực tập sinh tại trường trung học Khoa học và Công nghệ Nulji, một người điềm đạm và hiền lành. Cô ấy dự kiến sẽ phải chịu một thất bại do một tai nạn tại địa điểm đào tạo khi bắt đầu thi đấu.
- Kim Nu-rim vai Jong-bok

Là sinh viên năm hai khoa kiến trúc của trường trung học Khoa học và Công nghệ Nulji, ngoài việc hiểu được cách hòa đồng với các bạn cùng lớp. Anh ấy là bạn thân của Gong Ki-joon.
- Kim Jin-gon vai Hong Min-ki

Sinh viên năm hai trung học khoa thiết kế kiến trúc. Một người thân thiện, quan tâm đến người khác và tin những gì mình nghe được.
- Park Ga-ryul vai Jo Tae-ri, lớp trưởng.[16]
- Jung Ye-seo vai Lee Hyo-joo

một sinh viên kiến trúc năm thứ hai tại Trường Trung học Khoa học và Công nghệ Nullji. Bạn thân của Jin Ji-Won và là người luôn lo lắng cho Ji-Won.
- Kim Cha-yoon vai Kim Myung-a

Cô là sinh viên năm hai khoa Kiến trúc và có tính cách táo bạo. Cô ấy là một người thẳng thắn, nhưng không ai có thể ghét cô ấy.
- Cha Joo-wan vai Taekang Choi, đội trưởng câu lạc bộ taekwondo của trường[19]

#### Giáo viên
- Kim Kyu-seon vai Song Chae-rin

37 tuổi, giáo sư mới của Khoa Kiến trúc, người biết cách đứng về phía các sinh viên và tình cờ gặp Lee Kang-hoon
- Lee Ji-ha vai Goo Mi-hee

54 tuổi, chủ tịch trường. Là người coi trọng tỷ lệ việc làm hơn ước mơ của sinh viên. Cô ấy đã tạo ra một cuộc xung đột nhỏ với các học sinh.
- Kim Min-sang vai Lee Han-soo

50 tuổi, trưởng phòng Giáo dục, ông còn coi trọng tỷ lệ việc làm hơn ước mơ của sinh viên.
- Park Geun-rok vai Shin Chul-min, 38 tuổi, một giáo viên thích đi chơi với trẻ em.
- Shin Cheol-jin vai Oh Jang-seok, 65 tuổi, hiệu trưởng
- Go Eun-min vai Kim Young-na, 20 tuổi
- Im Jae-geun vai Yeo three-yeol, 50 tuổi

#### Gia đình

##### Gia đình Ki-joon
- Park In-hwan vai Gong Young-soo

70 tuổi, ông nội của Ki-joon, Trước đây là một thợ mộc, ông hiện đang sống một mình với cháu trai Ki-joon do hoàn cảnh gia đình. Ông yêu quý Ki-joon vô hạn.

##### Gia đình Ji-won
- Kim Soo-jin vai Jo Young-mi

50 tuổi, mẹ của Ji-won, bà không hài lòng với ước mơ của Ji-won
- Jo Seung-yeon vai Jin Deok-gyu

52 tuổi, bố của Ji-won.
- Kim Ye-ji vai Jin Jin-soo, 24 tuổi, chị gái của Ji-won [22]

##### Gia đình Jung Young-joo
- Seo Jae-woo trong vai Chul-Joo Jeong, 24 tuổi, anh trai của Young-joo
- Jo Ryeon trong vai Kim Seon-ja, 51 tuổi, mẹ của Young-ju và Cheol-ju

## Sản xuất

### Quá trình phát triển
Dự kiến ban đầu sẽ được sản xuất vào năm 2020 với tên School 2020 và sẽ phát sóng vào nửa cuối năm 2020, bộ phim đã bị trì hoãn để hoàn thiện. Kịch bản đã được sửa đổi và tên được đổi thành School 2021.

### Casting
Năm 2020, Kim Yo-han xác nhận mình đóng vai nam chính. Ahn Seo-hyun được chọn vào vai nữ chính, nhưng bị loại khỏi bộ phim do bất đồng giữa cha cô (người cũng là quản lý tài năng của cô vào thời điểm đó) và nhà sản xuất. Kim Sae-ron được mời đóng vai nữ chính sau đó, nhưng cô ấy đã từ chối. Vào tháng 4 năm 2021, Kim Young-dae và Cho Yi-hyun tham gia dàn diễn viên. Vào ngày 21 tháng 6, dàn diễn viên của bốn nhân vật chính đã được xác nhận.
Vào ngày 15 tháng 7, đoàn phim báo rằng Kim Young-dae đã huỷ bỏ đóng phim. Vào ngày 23 tháng 7, chính thức được thông báo rằng Kim Young-dae rút lui khỏi đoàn phim. Vào ngày 27 tháng 7, có thông tin rằng Choo Young-woo đã được đề nghị đóng vai học sinh chuyển trường, mà ban đầu Kim Young-dae đang đóng. Vào ngày 28 tháng 7, có thông tin rằng Choo Young-woo chính thức gia nhập bộ phim.
Vào ngày 5 tháng 8, Kurznine Entertainment đã thông báo rằng Seo Hee-sun sẽ ra mắt với tư cách là một thực tập sinh thần tượng trong bộ phim. Cùng ngày, Mystic Story thông báo rằng Kim Kang-min cũng tham gia dàn diễn viên của School 2021. Vào ngày 6 tháng 8, đội hình diễn viên của giáo viên và gia đình đã được công bố. Vào ngày 13 tháng 10, trang web đọc kịch bản đã được tiết lộ bằng cách phát hành các bức ảnh về bộ phim.

### Quay phim
Vào ngày 13 tháng 11, một trong những diễn viên của bộ phim truyền hình đã được xét nghiệm dương tính với COVID-19 và sau đó vai chính cũng được kết luận dương tính, việc sản xuất và trình chiếu đã bị tạm dừng theo hướng dẫn.

### Âm nhạc
Vào ngày 24 tháng 9, có thông tin cho rằng các nhà sản xuất Yoon Il-sang, nghệ sĩ Yoon Min-soo của Vibe và Mamamoo's RBW Entertainment đang cùng nhau tham gia sản xuất album School 2021.

## Công chiếu
School 2021 ban đầu dự kiến phát hành vào ngày 17 tháng 11 năm 2021, tuy nhiên, Kim Yo-han bị nhiễm COVID-19 nên ngày công chiếu bị hoãn lại đến ngày 24 tháng 11.
Một chương trình phát sóng đặc biệt có tựa đề '2021, Let's Go to School!' để quảng bá cho bộ phim được phát sóng vào ngày 18 tháng 11 năm 2021. Đội ngũ sản xuất cho biết, "Thông qua một chương trình phát sóng đặc biệt, chúng tôi sẽ giới thiệu một khoảng thời gian thú vị bằng cách làm nổi bật một câu chuyện mới mẻ và lãng mạn."

## Nhạc phim

### Phần 1
| Released on 24 tháng 11 năm 2021 | Released on 24 tháng 11 năm 2021 | Released on 24 tháng 11 năm 2021             | Released on 24 tháng 11 năm 2021               | Released on 24 tháng 11 năm 2021 | Released on 24 tháng 11 năm 2021 |
| STT                              | Nhan đề                          | Phổ lời                                      | Phổ nhạc                                       | Artist                           | Thời lượng                       |
| -------------------------------- | -------------------------------- | -------------------------------------------- | ---------------------------------------------- | -------------------------------- | -------------------------------- |
| 1.                               | "Dream On"                       | Park Seong-jin, Shim Hyun-bo, Jeon Seung-woo | Park Seong-jin, Jeon Seung-woo, Choi Min-chang | Na Go-eun (Purple Kiss)          | 3:36                             |
| 2.                               | "Dream On" (inst.)               |                                              |                                                |                                  | 3:36                             |

### Phần 2
| Released on 25 tháng 11 năm 2021 | Released on 25 tháng 11 năm 2021      | Released on 25 tháng 11 năm 2021                          | Released on 25 tháng 11 năm 2021              | Released on 25 tháng 11 năm 2021 | Released on 25 tháng 11 năm 2021 |
| STT                              | Nhan đề                               | Phổ lời                                                   | Phổ nhạc                                      | Artist                           | Thời lượng                       |
| -------------------------------- | ------------------------------------- | --------------------------------------------------------- | --------------------------------------------- | -------------------------------- | -------------------------------- |
| 1.                               | "My Way" (Prod. Yoon Min-soo of VIBE) | Lineath Rajendran, Pek Jin Shen , Lim Jia Kang, KIM DANTE | Lineath Rajendran, Pek Jin Shen, Lim Jia Kang | 4MEN, David Yong                 | 2:59                             |
| 2.                               | "My Way" (inst.)                      |                                                           |                                               |                                  | 2:59                             |

### Phần 3
| Released on 1 tháng 12 năm 2021 | Released on 1 tháng 12 năm 2021 | Released on 1 tháng 12 năm 2021 | Released on 1 tháng 12 năm 2021 | Released on 1 tháng 12 năm 2021 | Released on 1 tháng 12 năm 2021 |
| STT                             | Nhan đề                         | Phổ lời                         | Phổ nhạc                        | Artist                          | Thời lượng                      |
| ------------------------------- | ------------------------------- | ------------------------------- | ------------------------------- | ------------------------------- | ------------------------------- |
| 1.                              | "Way to You" (그런 맘)          | Shim Hyun-bo                    | K.imazine                       | Rosanna                         | 4:06                            |
| 2.                              | "Way to You" (inst.)            |                                 |                                 |                                 | 4:06                            |

### Phần 4
| Released on 2 tháng 12 năm 2021 | Released on 2 tháng 12 năm 2021         | Released on 2 tháng 12 năm 2021 | Released on 2 tháng 12 năm 2021                | Released on 2 tháng 12 năm 2021 | Released on 2 tháng 12 năm 2021 |
| STT                             | Nhan đề                                 | Phổ lời                         | Phổ nhạc                                       | Artist                          | Thời lượng                      |
| ------------------------------- | --------------------------------------- | ------------------------------- | ---------------------------------------------- | ------------------------------- | ------------------------------- |
| 1.                              | "Can't Help Loving You" (좋은걸 어떡해) | Shim Hyun-bo                    | Park Seong-jin, Jeon Seung-woo, Choi Min-chang | Mimi (Oh My Girl)               | 4:06                            |
| 2.                              | "Can't Help Loving You" (inst.)         |                                 |                                                |                                 | 4:06                            |

### Phần 5
| Released on 15 tháng 12 năm 2021 | Released on 15 tháng 12 năm 2021                             | Released on 15 tháng 12 năm 2021   | Released on 15 tháng 12 năm 2021   | Released on 15 tháng 12 năm 2021 | Released on 15 tháng 12 năm 2021 |
| STT                              | Nhan đề                                                      | Phổ lời                            | Phổ nhạc                           | Artist                           | Thời lượng                       |
| -------------------------------- | ------------------------------------------------------------ | ---------------------------------- | ---------------------------------- | -------------------------------- | -------------------------------- |
| 1.                               | "I Am not Asking for Much" (내가 많은 걸 바라는 게 아니잖아) | Yoon Min-soo (Vibe), Joseph (4Men) | Yoon Min-soo (Vibe), Joseph (4Men) | Seo In-young                     | 4:45                             |
| 2.                               | "I Am not Asking for Much" (inst.)                           |                                    | Yoon Min-soo (Vibe), Joseph (4Men) |                                  | 4:45                             |

### Phần 6
| Released on 16 tháng 12 năm 2021 | Released on 16 tháng 12 năm 2021 | Released on 16 tháng 12 năm 2021 | Released on 16 tháng 12 năm 2021 | Released on 16 tháng 12 năm 2021 | Released on 16 tháng 12 năm 2021 |
| STT                              | Nhan đề                          | Phổ lời                          | Phổ nhạc                         | Artist                           | Thời lượng                       |
| -------------------------------- | -------------------------------- | -------------------------------- | -------------------------------- | -------------------------------- | -------------------------------- |
| 1.                               | "Absently" (멍하니)              | Shim Hyeon-bo                    | Park Seong-jin, Choi Min-chang   | Swan (Purple Kiss)               | 4:10                             |
| 2.                               | "Absently" (inst.)               |                                  | Park Seong-jin, Choi Min-chang   |                                  | 4:10                             |

### Phần 7
| Released on 22 tháng 12 năm 2021 | Released on 22 tháng 12 năm 2021 | Released on 22 tháng 12 năm 2021                      | Released on 22 tháng 12 năm 2021                                              | Released on 22 tháng 12 năm 2021 | Released on 22 tháng 12 năm 2021 |
| STT                              | Nhan đề                          | Phổ lời                                               | Phổ nhạc                                                                      | Artist                           | Thời lượng                       |
| -------------------------------- | -------------------------------- | ----------------------------------------------------- | ----------------------------------------------------------------------------- | -------------------------------- | -------------------------------- |
| 1.                               | "Winter Flower" (겨울꽃)         | Playing Child(high seAson), Lim Ki-beom (high seAson) | Hwang Seong- jin(RBW), Playing Child (high seAson), Lim Ki-beom (high seAson) | Solar (Mamamoo)                  | 3:52                             |
| 2.                               | "Winter Flower" (inst.)          |                                                       |                                                                               |                                  | 3:52                             |

### Phần 8
| Released on 29 tháng 12 năm 2021 | Released on 29 tháng 12 năm 2021 | Released on 29 tháng 12 năm 2021    | Released on 29 tháng 12 năm 2021    | Released on 29 tháng 12 năm 2021       | Released on 29 tháng 12 năm 2021 |
| STT                              | Nhan đề                          | Phổ lời                             | Phổ nhạc                            | Artist                                 | Thời lượng                       |
| -------------------------------- | -------------------------------- | ----------------------------------- | ----------------------------------- | -------------------------------------- | -------------------------------- |
| 1.                               | "Finally You" (결국 너)          | Jeong Jong-min, RDHD1, RDHD2, RDHD3 | Jeong Jong-min, RDHD1, RDHD2, RDHD3 | Lee Geon-woo (JUST B), Bae-in (JUST B) | 4:25                             |
| 2.                               | "Finally You" (inst.)            |                                     |                                     |                                        | 4:25                             |

## Ratings
| Tập                                                                              | Ngày chiếu | Tỷ lệ khán giả trung bình (Nielsen Hàn Quốc) |
| Tập                                                                              | Ngày chiếu | Toàn quốc                                    |
| -------------------------------------------------------------------------------- | ---------- | -------------------------------------------- |
| 1                                                                                | 24/11/2021 | 2.8% (27th)                                  |
| 2                                                                                | 25/11/2021 | 1.6% (39th)                                  |
| 3                                                                                | 1/12/2021  | 2.0% (35th)                                  |
| 4                                                                                | 2/12/2021  | 1.6% (36th)                                  |
| 5                                                                                | 8/12/2021  | 1.6% (42nd)                                  |
| 6                                                                                | 9/12/2021  | 1.7% (38th)                                  |
| 7                                                                                | 15/12/2021 | 1.6% (43rd)                                  |
| 8                                                                                | 16/12/2021 | 1.6% (36th)                                  |
| 9                                                                                | 22/12/2021 | 1.5% (43rd)                                  |
| 10                                                                               | 23/12/2021 | 1.3% (44th)                                  |
| 11                                                                               | 29/12/2021 | 1.6% (42nd)                                  |
| 12                                                                               | 30/12/2021 | 1.7% (41st)                                  |
| 13                                                                               | 05/01/2022 | 1.8% (39th)                                  |
| 14                                                                               | 06/01/2022 | 1.6% (47th)                                  |
| 15                                                                               | 12/01/2022 | 2.0% (38th)                                  |
| 16                                                                               | 13/01/2022 | 1.6% (47th)                                  |
| Trung bình                                                                       | Trung bình | 1.725%                                       |
| - Số màu xanh thể hiện ratings thấp nhất và số màu đỏ thể hiện ratings cao nhất. |            |                                              |

## Giải thưởng và đề cử
| Giải thưởng      | Năm  | Hạng mục                        | Đề cử                      | Kết quả   | Ref.   |
| ---------------- | ---- | ------------------------------- | -------------------------- | --------- | ------ |
| KBS Drama Awards | 2021 | Nam diễn viên mới xuất sắc nhất | Kim Yo-han                 | Đoạt giải | [ 50 ] |
| KBS Drama Awards | 2021 | Nam diễn viên mới xuất sắc nhất | Choo Yeong-woo             | Đề cử     | [ 51 ] |
| KBS Drama Awards | 2021 | Nữ diễn viên mới xuất sắc nhất  | Cho Yi-hyun                | Đề cử     | [ 52 ] |
| KBS Drama Awards | 2021 | Nữ diễn viên mới xuất sắc nhất  | Hwang Bo-reum-byeol        | Đề cử     | [ 52 ] |
| KBS Drama Awards | 2021 | Nam diễn viên phụ xuất sắc nhất | Kim Kang-min               | Đề cử     | [ 53 ] |
| KBS Drama Awards | 2021 | Giải cặp đôi đẹp nhất           | Kim Yo-han and Cho Yi-hyun | Đoạt giải | [ 54 ] |